# Anoplomerus
Anoplomerus is een kevergeslacht uit de familie van de boktorren (Cerambycidae). De wetenschappelijke naam van het geslacht werd voor het eerst geldig gepubliceerd in 1844 door Guérin-Méneville.

## Soorten
Anoplomerus omvat de volgende soorten:
- Anoplomerus buqueti Belon, 1890
- Anoplomerus globulicollis Buquet, 1860
- Anoplomerus rotundicollis Guérin-Méneville, 1844